# Hannelore Schlaffer
Hannelore Schlaffer (* 6. August 1939 in Würzburg) ist eine deutsche Germanistin und Essayistin.

## Leben
Hannelore Schlaffer unterrichtete von 1966 bis 1971 als Studienrätin an Gymnasien in Nürnberg und Erlangen. 1971 wurde sie an der Universität Erlangen mit der Dissertation Dramenform und Klassenstruktur. Die dramatis persona „Volk“ promoviert. Von 1976 bis 1978 war Hannelore Schlaffer  Lektorin für deutsche Literatur an der Sorbonne in Paris.
1982 habilitierte sich Hannelore Schlaffer an der Albert-Ludwigs-Universität Freiburg zum Thema Wilhelm Meister. Das Ende der Kunst oder die Wiederkehr des Mythos. An der Universität Freiburg lehrte sie als außerplanmäßige Professorin für Neuere Deutsche Literatur bis 1996. Im selben Jahr erfolgte die Umhabilitation an die Ludwig-Maximilians-Universität München, wo sie bis 2001 lehrte. 1987 vertrat sie einen Lehrstuhl für Germanistik an der Universität Melbourne.
Seit 1980 ist Hannelore Schlaffer freie Mitarbeiterin für verschiedene Zeitungen und Zeitschriften, so für die Frankfurter Allgemeine Zeitung, Frankfurter Rundschau, Süddeutsche Zeitung, Die Zeit, Neue Zürcher Zeitung, das Kursbuch, den Merkur sowie für Rundfunkanstalten.
Hannelore Schlaffer war von 1964 bis zu seinem Tod im Jahre 2023 mit Heinz Schlaffer verheiratet. Sie lebt in Stuttgart.

## Veröffentlichungen
- Zeit meines Lebens. Was war und noch ist. zu Klampen, Springe 2022. ISBN 978-3-86674-835-4.
- Rüpel und Rebell. Die Erfolgsgeschichte des Intellektuellen. zu Klampen, Springe 2018. ISBN 978-3-86674-581-0.
- Alle meine Kleider. Arbeit am Auftritt. zu Klampen, Springe 2015, ISBN 978-3-86674-513-1.[3]
- Die City. Straßenleben in der geplanten Stadt. zu Klampen, Springe 2013, ISBN 978-3-86674-188-1 (ausgezeichnet mit dem Preis Das politische Buch der Friedrich-Ebert-Stiftung 2014).
- Die intellektuelle Ehe. Der Plan vom Leben als Paar. Hanser, München 2011, ISBN 978-3-446-23654-7.[4]
- Mode. Schule der Frauen. Suhrkamp, Frankfurt am Main 2007, ISBN 978-3-518-41892-5.
- Kleidersprache. Über die Mode. Vontobel-Stiftung, Zürich 2005.
- Das Alter. Ein Traum von Jugend. Suhrkamp, Frankfurt am Main 2003, ISBN 3-518-41492-5.
- „Wer ein schön Gesicht hat…“. Originale und erdichtete Briefe der Bettina Brentano. Hanser, München 1999, ISBN 3-446-19754-0.
- Schönheit. Über Sitten und Unsitten unserer Zeit. Kunstmann, München 1996, ISBN 3-88897-170-5.
- Poetik der Novelle. Metzler Verlag, Stuttgart 1993, ISBN 3-476-00957-2.
- Epochen der deutschen Literatur in Bildern. Klassik und Romantik 1770-1830. Kröner, Stuttgart 1986, ISBN 3-520-82601-1.
- Die Scherenschnitte der Luise Duttenhofer. Insel, Frankfurt/M. 1986, ISBN 3-458-19026-0.
- Wilhelm Meister. Das Ende der Kunst und die Wiederkehr des Mythos. Metzler, Stuttgart 1980, ISBN 3-476-00453-8 (zugl. Habilitationsschrift).
- (zusammen mit Heinz Schlaffer): Studien zum ästhetischen Historismus. Suhrkamp, Frankfurt am Main 1975, ISBN 3-518-00756-4.
- Dramenform und Klassenstruktur. Eine Analyse der dramatis persona „Volk“. Metzler, Stuttgart 1972, ISBN 3-476-00246-2 (zugl. Dissertation, Universität Erlangen 1971).